# NGC 387
NGC 387 è una galassia ellittica situata nella costellazione dei Pesci.
Fu scoperta il 10 dicembre 1873 da Lawrence Parsons.